# Assassinato de Eliza Samudio
O assassinato de Eliza Samudio refere-se à morte da modelo e atriz Eliza Silva Samudio em 2010. Durante as investigações, uma das testemunhas relatou aos investigadores do caso que a moça teria sido morta por estrangulamento. Em seguida, o cadáver teria sido esquartejado e enterrado sob uma camada de concreto. O caso obteve repercussão nacional e internacional, pois o goleiro Bruno Fernandes foi um dos seus elaboradores.
O julgamento estava marcado para acontecer em 19 de novembro de 2012 às 9h, no Tribunal do Júri de Contagem, na Região Metropolitana de Belo Horizonte, porém, foi adiado e remarcado para 4 de março de 2013.
Em 2013, Bruno foi sentenciado a 17 anos e meio de prisão, enquanto "Bola" foi condenado a 22 anos de prisão. Em 2017, Bruno foi temporariamente liberado por habeas corpus, mas voltou à prisão após decisão do STF. Em 2018, "Macarrão" conseguiu liberdade condicional, e em 2024, "Bola" foi novamente condenado por outro homicídio ocorrido em 2009.

## Antecedentes

### A vítima

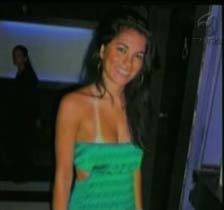
Fotografia de Eliza Samudio sedida para domínio público pela propria família para o site Repórter Brasil Online.

Eliza Silva Samudio nasceu em Foz do Iguaçu, no dia 22 de fevereiro de 1985, filha do arquiteto Luiz Carlos Samudio e da agricultora Sônia Fátima Silva Moura. Seus pais viveram juntos em Foz do Iguaçu por um ano. Frequentemente agredida pelo marido, e também por questões financeiras, Sônia Fátima deixou Eliza Samudio com o pai e não pôde ficar com a filha, que na época tinha seis meses. A partir daí, ela a via às vezes. Passado o tempo, Sônia foi viver no Mato Grosso do Sul, onde se casou novamente há dezesseis anos e teve um filho. Com seu marido, explorava uma pequena propriedade agrícola de produção de pimenta. Ao completar dez anos, Eliza foi morar com a mãe, em Campo Grande, onde permaneceu por um ano, voltando então para a casa do pai. Quando Eliza desapareceu, Sônia não via sua filha havia seis anos e se comunicava com ela apenas por telefone.
Desde os 13 anos Eliza desejava sair de sua cidade natal para tornar-se modelo no eixo Rio-São Paulo, o que fez aos dezoito anos, mudando-se para a capital paulista. Não conhecendo ninguém na cidade e passando por dificuldades financeiras, Eliza começou a trabalhar como garota de programa para se sustentar até conseguir se tornar modelo. O advogado Jader Marques confirmou em entrevista que Eliza, mesmo participando de desfiles e editoriais de moda, atuou em filmes pornográficos, de 2005 a 2009, além de participar de ensaios sensuais para a produtora erótica Brasileirinhas com o nome artístico de Fernanda Farias.

### Relacionamento de Eliza e Bruno
Segundo testemunhas, Eliza e Bruno se conheciam desde 2008. Bruno, entretanto, afirma que conheceu Eliza em maio de 2009, num churrasco na cidade do Rio de Janeiro. Segundo relatos de Bruno, ele conheceu Eliza numa festa e manteve relações sexuais com ela numa orgia na casa de um outro jogador do Flamengo. Bruno disse que o preservativo rompeu no ato sexual. O goleiro afirmou que festas desse tipo são comuns entre os jogadores de futebol.
Após essa festa ambos passaram a se encontrar frequentemente, e ela deixou a vida de programas para ficar com Bruno, a pedido deste, que, mesmo sendo casado, prometeu que se separaria de sua esposa para ficar com Eliza. Em agosto de 2009, Bruno terminou o relacionamento após Eliza anunciar que estava grávida dele, e de se recusar a fazer o aborto, que teria sido proposto por ele.

## O caso

### Primeiras agressões
Em 13 de outubro de 2009 a modelo prestou queixa à polícia dizendo que, na véspera, teria sido mantida em cárcere privado pelo goleiro e seus amigos "Russo" e "Macarrão", e obrigada a tomar substâncias abortivas. Também acusou-os de terem-na espancado, e ainda disse que teve uma arma apontada em sua cabeça, pelo próprio Bruno. O Instituto Médico Legal do Rio de Janeiro e a polícia somente concluiriam os exames periciais em julho de 2010, quando o desaparecimento da modelo já era tratado como homicídio.
Proibido pela delegada Maria Aparecida Mallet, da Delegacia Especializada de Atendimento a Mulher (DEAM) de Jacarepaguá, de se aproximar da modelo por menos de 300 metros, o goleiro divulgou uma nota na qual negava a agressão:
| “ | Não é a primeira vez que ela inventa esse monte de mentiras para tentar me prejudicar. Da outra vez não provou nada e não vai provar novamente, porque inventou essa história toda. Chegou ao ponto de, ontem, enviar e-mail para algumas redações de jornais do Rio dizendo que faltei ao treino do Flamengo porque estava com ela. Mas eu compareci tanto aos treinos da manhã quanto da tarde, conforme todos os jornalistas presentes puderam confirmar. Por isso tudo decidi que só vou me manifestar através do meu advogado, que irá tomar todas as medidas cabíveis para impedir que ela continue tentando me prejudicar. Ela não se conforma porque já deixei claro que não quero nenhum tipo de relacionamento com ela. Não vou dar a essa moça os 15 minutos de fama que ela tanto deseja. | ” |

Em 2009, a juíza Ana Paula Delduque Migueis Laviola de Freitas, responsável por atender ao pedido de proteção solicitado, negou-o, argumentando que Eliza não tinha relacionamento íntimo com o goleiro, e que a moça estava a "tentar punir o agressor sob pena de banalizar a finalidade da Lei Maria da Penha".
A juíza então encaminhou o caso para uma vara criminal. Em sua decisão, asseverou que a Lei Maria da Penha "tem como meta a proteção da família, seja ela proveniente de união estável ou do casamento, bem como objetiva a proteção da mulher na relação afetiva, e não na relação puramente de caráter eventual e sexual". A condição de Eliza, que grávida de cinco meses, não foi considerada.
O bebê nasceu em 10 de fevereiro de 2010 na cidade de São Paulo, quando Eliza estava morando na casa de uma amiga desde a descoberta da gravidez. Bruno recusou-se a reconhecer a paternidade, pois não mantinha um compromisso sério com ela, além de não saber se ela tinha outros relacionamentos enquanto estava com ele e também devido ao seu passado como prostituta, acusando-a de querer dar o "golpe da barriga" por ele ter dinheiro. Eliza ingressou, então, com uma ação de reconhecimento de paternidade, depois de chegar a morar com o filho na capital fluminense, em hotéis pagos por Bruno. Ela passou exigir pensão para o filho e o denunciou por agressão, o que trouxe complicações na carreira de Bruno, por ele ter sido indiciado. Enfurecido com a ex-amante, ele prometeu vingança.
Em comunicado divulgado em 2 de julho, a polícia revela os encaminhamentos só então dados ao exame toxicológico:
| “ | O Departamento Geral de Polícia Técnico-Científica da Polícia Civil do Rio de Janeiro (DGPTC) informa que foi encontrado um grupamento de substâncias consideradas abortivas na urina de Eliza Samudio. Os peritos que analisaram o material colhido decidiram, dada a complexidade do caso, mandar o material para o laboratório da UFRJ, com o qual a Polícia Civil mantém convênio a fim de confirmar 100% a análise feita pelos mesmos, excluindo qualquer possibilidade de tal grupamento pertencer a outros compostos. Segundo os peritos, a tal mistura também pode ser encontrada inclusive no consumo simultâneo de bebidas alcoólicas com fumo. Segundo o DGPTC, o resultado final ficará pronto na próxima segunda-feira, dia 5 de julho. | ” |

### Assassinato e investigação

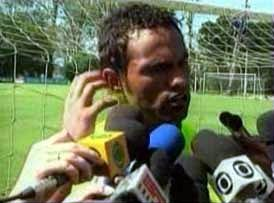
O ex-goleiro do Flamengo Bruno Fernandes de Souza falando sobre o caso à imprensa

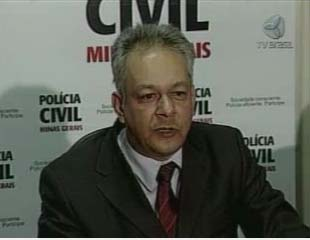
O delegado Edson Moreira falando sobre o caso

De acordo com as investigações policiais, Eliza estava, antes de desaparecer, no sítio do jogador em Esmeraldas, interior de Minas Gerais, a pedido dele, já que ela passou a gravidez em São Paulo na casa de amigas e chegou a morar em hotéis no Rio, pagos por Bruno. Ela teria ido para o sítio em 4 de junho de 2010, o que surpreendera os advogados da ação, uma vez que ele parecia disposto a negociar um acordo. O desaparecimento da modelo ocorreu durante essa viagem. Ela ainda tinha esperança de ter uma reconciliação com o goleiro. Bruno diz que ela foi embora do sítio porque quis, e que abandonou a criança com um colega em comum do ex-casal. O menino foi achado numa favela de Ribeirão das Neves e Dayanne Rodrigues do Carmo Souza, esposa do goleiro, é suspeita de tê-lo deixado lá.
Em 26 de junho de 2010, a Polícia Civil de Minas Gerais declarou Bruno suspeito pelo desaparecimento de Eliza. Em 6 de julho de 2010, um adolescente de 17 anos de idade que foi apreendido no apartamento do Bruno, na Barra da Tijuca, Rio de Janeiro, depõe na Delegacia de Homicídios da Barra da Tijuca. Ele afirma que participou do sequestro da ex-amante do jogador, e deu coronhadas na vítima. Nas quatro páginas do inquérito em que relatam um crime atroz, Eliza teve os braços amarrados com uma corda e foi estrangulada por Marcos Aparecido dos Santos, um ex-policial, conhecido como Bola. Ainda segundo o adolescente, após ter estrangulado Eliza, Bola pediu para que todos deixassem o local. Depois, seguiu em direção a um canil, carregando um saco que supostamente continha o cadáver esquartejado de Eliza. Ainda segundo o adolescente, a mão de Eliza foi jogada para cães da raça Rottweiler.
Após o desaparecimento, a mãe de Eliza pediu a guarda da criança, o que foi concedido pela Justiça. O pai de Eliza pleiteou na Justiça a guarda do neto e o reconhecimento da paternidade por Bruno. A guarda foi revogada ao avô materno pois descobriu-se que o mesmo estuprou uma menina de dez anos no Paraná, alguns anos atrás, e também descobriu-se que ele permitia que homens abusassem de sua filha  na infância da menina, em troca de dinheiro.
Em 7 de julho de 2010, a prisão preventiva de Bruno e de mais 7 pessoas foram expedidas pela Justiça de Minas, e o mandado de internação do adolescente que prestou depoimento no dia anterior. A Justiça de Rio de Janeiro também havia expedido a prisão preventiva de Bruno e Luiz Henrique Romão, conhecido como Macarrão, por sequestro e cárcere privado de Eliza Silva Samudio, em outubro de 2009. Bruno e Macarrão se entregam à polícia no Rio de Janeiro. Ambos foram levados para Polinter do Andaraí. Antes das 14h30, os dois foram levados ao Complexo Penitenciário de Gericinó, em Bangu. Segundo a Secretaria de estado de Administração Penitenciária (Seap), Bruno e Macarrão estão na Penitenciária Alfredo Tranjan Bangu 2. A Policia mineira pede a transferência imediata de Bruno e Macarrão para Minas Gerais. A 38ª Vara Criminal do Rio atendeu ao pedido e determinou na tarde de quinta a transferência do goleiro Bruno e de seu amigo Luiz Henrique Romão, o "Macarrão", para Minas Gerais.
Impedido de exercer sua função como jogador de futebol por estar à disposição da Justiça, o Flamengo suspendeu o contrato com Bruno um dia após sua detenção. Com isso, a partir de então, o clube passou a não mais pagar salário ao atleta. A Olympikus, marca fornecedora de material esportivo do clube e patrocinadora do jogador, também suspendeu o contrato de patrocínio de Bruno até que o caso fosse concluído. Em 15 de julho de 2010, o Flamengo decidiu, após reunião de sua comissão jurídica, demitir Bruno por justa causa.
Em 9 de julho de 2010, Bruno e os outros suspeitos no desaparecimento de Eliza Samudio são mantidos presos na Penitenciária Nelson Hungria, em Contagem, Região Metropolitana de Belo Horizonte. Os presos estão em celas isoladas, de 6m², e sem comunicação entre eles.
Em 21 de junho de 2012, a mãe de Eliza recebe carta anônima falando sobre possível local onde foram deixados os restos mortais da filha. No dia 23, pela primeira vez um envolvido no caso "revelou" o local onde o corpo de Eliza foi ocultado.
Durante as fases de investigação policial e judicial, todos os suspeitos também negaram saber onde Bola havia escondido o corpo. O primo do goleiro Bruno Fernandes Jorge Rosa Sales disse em entrevista à Rádio Tupi, do Rio de Janeiro, que viu a ex-amante do atleta ser enterrada após ter sido morta pelo ex-policial civil Marcos Aparecido dos Santos, o Bola. Jorge, que na época tinha 17 anos, afirmou que, inclusive, ajudou Bola e Luiz Henrique Ferreira Romão, o Macarrão, a jogar terra por cima do cadáver, enterrado, segundo ele, em um sítio próximo ao Aeroporto Internacional Tancredo Neves, situado na cidade de Confins, na região metropolitana de Belo Horizonte. No dia seguinte, a polícia realizou, sem sucesso, uma nova busca pelos restos mortais de Eliza Samudio. A busca foi feita em um terreno localizado na rua Aranha, no bairro Santa Clara, em Vespasiano (MG), região metropolitana de Belo Horizonte, local onde Jorge Lisboa Rosa Sales, primo do goleiro Bruno, disse ter visto Eliza. Um buraco de 15 metros de largura por 10 metros de comprimento e 3 metros de profundidade foi aberto, onde foram encontrados somente restos de lixo sem relação com o crime. Em face do fracasso da busca, o primo de Bruno sugeriu que outros envolvidos no crime podem ter decidido tirar o corpo do local com base na premissa de que acabaria por entregar a informação à polícia.
Em 22 de agosto de 2012, Sérgio Rosa Sales, considerado testemunha-chave do caso e primo de Bruno, é encontrado morto no bairro de Minaslândia, em Belo Horizonte. Segundo a polícia, Sérgio estava indo trabalhar quando foi perseguido por dois homens em uma motocicleta. Ele teria tentado se esconder numa casa, mas foi morto com seis tiros.

## Julgamento

Mugshot de Luiz Henrique Romão (Macarrão), Bruno Fernandes e Marcos Aparecido dos Santos (Bola)

O julgamento de Bruno Fernandes, Luiz Henrique Romão, Marcos Aparecido dos Santos, Dayanne Rodrigues do Carmo Souza, Fernanda Gomes de Castro, Elenilson Vitor da Silva e Wemerson Marques de Souza, acusados de crimes diversos, foi iniciado em Contagem, Minas Gerais, em 19 de novembro de 2012, mais de dois anos após o desaparecimento de Eliza. Marixa Fabiane Lopes Rodrigues foi a juíza. O caso foi a júri popular, composto de seis mulheres e um homem, sete de um total de 25 chamados inicialmente. A promotoria e os advogados de cada réu puderam recusar três jurados. O promotor do caso foi Henry Wagner Vasconcelos de Castro. Entre os advogados de defesa estavam, no primeiro dia de julgamento: Rui Caldas Pimenta (Bruno) e Franscisco Simim (Dayanne e Bruno); Fernando Magalhães, Zanone Oliveira Jr. e Ércio Quaresma (Marcos dos Santos); Leonardo Diniz (Luiz Romão); Carla Cilene (Fernanda); Frederico Franco (Elenilson); e Paulo Sávio Cunha Gimarães (Wemerson).
Antes do início de julgamento, a juíza do caso estabeleceu que nenhum lugar da plateia seria oferecido a populares da região de Contagem; e que ela será destinada a parentes dos envolvidos no caso, jornalistas e estudantes de direito. O julgamento também não foi transmitido ao vivo. Logo no primeiro dia, houve discordância entre advogados de defesa de Marcos e a juíza. Eles questionaram alguns prazos de defesa estabelecidos pela mesma e abandonaram o julgamento. O réu recusou a indicação de um defensor público e acabou-se por desmembrar o julgamento deste. Ércio Quaresma, um dos advogados de Marcos dos Santos afirmou que não trabalharia em um julgamento onde "a defesa é cerceada".
No segundo dia, o goleiro Bruno pediu a destituição de seus advogados de defesa, Rui Pimenta e Francisco Simim. A juíza Marixa Fabiane Rodrigues negou o pedido, afirmando que viu como "uma manobra para adiar o julgamento", visto que o goleiro já havia pedido a destituição de Francisco Simim anteriormente. Após o fato, o julgamento prosseguiu com as testemunhas de acusação.
No terceiro dia, a juíza Marixa Fabiana decidiu adiar o julgamento de Bruno para março de 2013. Segunda ela, o adiamento foi pedido pela defesa do goleiro. O júri continuou para os outros dois réus no processo: Luiz Henrique Romão (Macarrão) e Fernanda Gomes de Castro (ex-namorada do goleiro). "Macarrão" é condenado a 15 anos de prisão por homicídio qualificado, enquanto Fernanda a 5 anos de prisão por participação no crime.
Em 4 de março de 2013, tem início do novo julgamento do goleiro Bruno. Em 8 de março, Bruno foi condenado a 17 anos e 6 meses em regime fechado por homicídio triplamente qualificado (por motivo torpe, asfixia e uso de recurso que dificultou a defesa da vítima), a outros 3 anos e 3 meses em regime aberto por sequestro e cárcere privado e ainda a mais 1 ano e 6 meses por ocultação de cadáver. Dayanne foi absolvida. Em 27 de abril de 2013, Marcos Aparecido dos Santos, o "Bola", foi condenado a 22 anos de prisão pelo crime. A pena determina 19 anos de prisão em regime fechado pelo homicídio e mais três anos de prisão em regime aberto pela ocultação do cadáver.
Em 28 de agosto de 2013, Elenilson da Silva e Wemerson Marques, que foram os últimos réus do caso, foram condenados por sequestro e cárcere privado do filho de Eliza Samudio em júri que ocorreu em Contagem, Minas Gerais. Elenilson foi condenado a 3 anos em regime aberto e Wemerson a dois anos e meio também em regime aberto.

### Flamengo
A 1ª Vara de Família da Barra da Tijuca, também decidiu que o clube do Flamengo deveria pagar pensão ao filho e depositar, todo dia 5 de cada mês, 17,5% do valor recebido pelo atleta, além de eventuais verbas trabalhistas que o atleta tenha direito. O clube, por sua vez, disse que não seria possível, porque o contrato de Bruno foi suspenso e ele não recebia mais salário. O Flamengo recorreu da decisão.

### Recursos posteriores
No dia 10 de março de 2017, Bruno conseguiu um habeas corpus por uma liminar deferida pelo ministro do STF Marco Aurélio Mello, que entendeu que o jogador poderia aguardar em liberdade enquanto o caso não era julgado em segunda instância. O caso estava inicialmente com o ministro Teori Zavascki, morto em um acidente aéreo em janeiro de 2017. Por se tratar de uma medida de caráter urgente (pedido de liberdade a alguém preso sem condenação definitiva), a presidente do STF, ministra Cármen Lúcia, havia encaminhado o caso ao ministro Marco Aurélio Mello, que determinou a soltura de Bruno.
Em 14 de março, ocorreu a apresentação oficial do Bruno no Boa Esporte, clube com o qual assinou contrato. Ele vestiu a camisa com patrocinadores que já haviam deixado o clube (por não concordarem com sua contratação) e se negou a responder algumas perguntas em sua apresentação. Em 8 de abril, acontece o primeiro jogo oficial de Bruno.
No dia 20 de abril de 2017, o Tribunal de Justiça de Minas Gerais (TJ-MG) manteve a absolvição de Bruno pelo crime de corrupção de menor. A decisão do TJ-MG mantém a sentença da juíza Marixa Rodrigues que absolveu, em 2011, os réus envolvidos (Bruno Fernandes; Luiz Henrique Romão, o Macarrão; Marcos Aparecido dos Santos, o Bola; Dayanne Souza; Wemerson de Souza, o Coxinha; Fernanda de Castro; Elenilson Vitor da Silva e Sergio Rosa Sales) em referência à participação do primo do goleiro, Jorge Luiz Rosa, na época com 17 anos, que confessou ter participado do sequestro e cárcere privado de Eliza Samudio. Também neste dia, o procurador-geral da República, Rodrigo Janot, solicitou ao Supremo Tribunal Federal (STF) a revogação da decisão que liberou o goleiro da prisão. Janot argumentou que o processo estaria demorando para ser analisado na segunda instância em razão de recursos apresentados pela própria defesa, que estariam postergando o julgamento. Bruno retorna à prisão, após decisão da primeira Turma do STF de não referendar a liminar que havia sido concedida pelo ministro Marco Aurélio Mello no dia 21 de fevereiro de 2017. Ao analisar o caso, Marco Aurélio considerou o fato de o jogador possuir bons antecedentes, além de destacar que o recurso apresentado pela defesa ainda não havia sido apreciado pela Quarta Câmara Criminal do Tribunal de Justiça de Minas Gerais. Os ministros Alexandre de Moraes, Rosa Weber e Luiz Fux votaram a favor de mandar de volta para a prisão o goleiro, conforme havia sido pedido pelo procurador-geral da República, Rodrigo Janot.
Em 3 de agosto de 2017, a Justiça autorizou o goleiro a sair da cadeia durante o dia para dar aulas de futebol em uma entidade, o que irá reduzir um pouco a sua pena. Em 27 de setembro de 2017, a pena do goleiro Bruno passou de 22 anos e 3 meses para 20 anos e 9 meses, porque o crime de ocultação de cadáver foi prescrito. Outro recurso julgado nesta data foi de Fernanda Gomes de Castro. Ela era acusada pelo sequestro e cárcere privado de Eliza Samudio e também do filho Bruninho. A pena de cinco anos foi diminuída para três anos e alterada para duas restritivas de direito. A pena pelos crimes relacionados à Eliza também prescreveu, por isso a condenação diminuiu.
Em outubro de 2018, "Macarrão" foi beneficiado com a liberdade condicional após firmar um acordo judicial em Pará de Minas, onde estava detido. Em março do mesmo ano, ele já havia conseguido a progressão para o regime aberto. A Justiça avaliou que ele atendia aos requisitos necessários, como tempo cumprido e bom comportamento, para sair do regime semiaberto.
Em 4 de julho de 2024, o ex-policial Marcos Aparecido dos Santos, o "Bola", voltou à prisão pelo assassinato de Devanir Claudiano Alves. O crime aconteceu em 2009, um ano antes da morte e do desaparecimento da amante do goleiro Bruno. De acordo com a denúncia do Ministério Público, Bola foi contratado pelo comerciante Antônio Osvaldo Bicalho, que teria descoberto um caso extraconjugal entre sua esposa e a vítima. Em 2019, ambos foram condenados pelo crime e receberam o direito de apelar em liberdade, mas Bola já cumpria pena pela morte de Samudio.
Em 17 de julho de 2025, a mãe de Eliza Samúdio recebeu da Justiça os pertences da filha, que tinham um par de sapatos, um par de óculos de sol e uma fotografia queimada, usados 15 anos depois do assassinato.